# 古尔班敖包诺尔
古尔班敖包诺尔是位于中国内蒙古自治区呼伦贝尔市鄂温克族自治旗锡尼河西苏木北部的一个湖泊。其位置约在东经119°23，北纬48°50′。湖面海拔约650米，面积约3平方公里，该湖为咸水湖。古尔班敖包诺尔在蒙古语中的意思是三个敖包湖，敖包即山丘。